# Seano
Seano è una frazione situata nel comune di Carmignano (Prato).

## Storia
Il nome è documentato fin dal 998, quanto compare in un diploma di Ottone III che elenca i privilegi del vescovo di Pistoia, enumerando anche plebs... in Sejano. Nello stesso diploma viene confermato al vescovo anche il possesso di una "curtem a Sejano". Alla fine del X secolo doveva dunque esistere un insediamento, forse a carattere sparso ma comunque incentrato su di una pieve, e su di un possedimento agricolo vescovile.
Il centro di tale insediamento è da identificare quasi sicuramente sul sito della chiesa di San Pietro che si trova su una bassa propaggine del Montalbano posta a "promontorio" sul territorio circostante. 
La pieve doveva essere in posizione centrale rispetto alla viabilità altomedievale della zona, e l'insediamento anche se privo di castello, doveva essere un importante luogo di transito.
Infatti il sito era senza dubbio interessato da una viabilità pedemontana che partiva da Signa, dove il ponte sull'Arno assicurava una comunicazione con un vasto territorio, passava da Poggio a Caiano, Seano e Quarrata e giungeva a Pistoia costeggiando le pendici del Montalbano e assumendo soprattutto nel XII e XIII secolo una funzione militare di collegamento con i castelli di Artimino, Carmignano, Bacchereto e Tizzana, capisaldi del dominio pistoiese sul Montalbano e sulla pianura dell'Ombrone che pure cominciava ad essere bonificata ma che non permetteva una viabilità sicura in ogni stagione. In questi luoghi, si sono combattute tra Pistoia e Firenze e fra guelfi e ghibellini una serie di guerre che videro entrambe sull'orlo della catastrofe e che raggiunsero il  momento più drammatico con le imprese di Castruccio Castracani compiute in gran parte intorno ai castelli fortificati di Tizzana, Bacchereto, Carmignano, Artimino e Signa, ma che senza dubbio hanno interessato anche Seano.

## Toponimo
L'etimologia del nome comunemente viene riferita come toponimo prediale in -anus derivato dal nome latino Sejus o Serianus.